# (8566) 1996 EN
(8566) 1996 EN est un astéroïde Apollon et aréocroiseur, classé comme potentiellement dangereux. Il fut découvert par NEAT à l'observatoire du Haleakalā le 15 mars 1996.